# Myomyscus verreauxii
Myomyscus verreauxii — вид гризунів родини мишевих (Muridae). Це єдиний вид роду Myomyscus. Інші види, які раніше відносили до Myomyscus, тепер вважаються належними до родів Mastomys, Ochromyscus, Praomys і Stenocephalemys.
Зустрічається тільки в ПАР. Його природне місце існування — ліси помірного поясу та чагарникова рослинність середземноморського типу.